# Włoszczowa (gemeente)
De gemeente Włoszczowa is een stad- en landgemeente in het Poolse woiwodschap Święty Krzyż, in powiat Włoszczowski.
De zetel van de gemeente is in Włoszczowa.
Op 30 juni 2004 telde de gemeente 20 487 inwoners.

## Oppervlakte gegevens
In 2002 bedroeg de totale oppervlakte van gemeente Włoszczowa 253,7 km², waarvan:
- agrarisch gebied: 52%
- bossen: 39%

De gemeente beslaat 27,99% van de totale oppervlakte van de powiat.

## Demografie
Stand op 30 juni 2004:
| Omschrijving                   | Totaal | Totaal | Vrouwen | Vrouwen | Mannen | Mannen |
| ------------------------------ | ------ | ------ | ------- | ------- | ------ | ------ |
| eenheid                        | aantal | %      | aantal  | %       | aantal | %      |
| inwoners                       | 20 487 | 100    | 10 490  | 51,2    | 9997   | 48,8   |
| bevolkingsdichtheid (inw./km²) | 80,8   | 80,8   | 41,3    | 41,3    | 39,4   | 39,4   |

In 2002 bedroeg het gemiddelde inkomen per inwoner 1140,3 zł.

## Aangrenzende gemeenten
Kluczewsko, Koniecpol, Krasocin, Małogoszcz, Oksa, Radków, Secemin, Żytno